# Окленд (Оклахома)
Окленд (англ. Oakland) — місто (англ. town) в США, в окрузі Маршалл штату Оклахома. Населення — 831 особа (2020).

## Географія
Окленд розташований за координатами 34°5′51″ пн. ш. 96°47′54″ зх. д. / 34.09750° пн. ш. 96.79833° зх. д. (34.097491, -96.798234).  За даними Бюро перепису населення США в 2010 році місто мало площу 3,13 км², з яких 3,13 км² — суходіл та 0,00 км² — водойми.

## Демографія
Згідно з переписом 2010 року, у місті мешкало 1057 осіб у 356 домогосподарствах у складі 269 родин. Густота населення становила 337 осіб/км².  Було 389 помешкань (124/км²).
Расовий склад населення:
| - 53,7 % — білих - 10,2 % — корінних американців - 2,7 % — чорних або афроамериканців - 0,1 % — вихідців з тихоокеанських островів - 0,1 % — азіатів - 26,5 % — осіб інших рас |

До двох чи більше рас належало 6,6 %. Частка іспаномовних становила 40,3 % від усіх жителів.
За віковим діапазоном населення розподілялося таким чином: 35,6 % — особи молодші 18 років, 56,8 % — особи у віці 18—64 років, 7,6 % — особи у віці 65 років та старші. Медіана віку мешканця становила 31,0 року. На 100 осіб жіночої статі у місті припадало 106,4 чоловіків;  на 100 жінок у віці від 18 років та старших — 99,1 чоловіків також старших 18 років.
Середній дохід на одне домашнє господарство  становив 46 045 доларів США (медіана — 39 808), а середній дохід на одну сім'ю — 52 075 доларів (медіана — 46 000). За межею бідності перебувало 15,4 % осіб, у тому числі 18,5 % дітей у віці до 18 років та 9,6 % осіб у віці 65 років та старших.
Цивільне працевлаштоване населення становило 518 осіб. Основні галузі зайнятості: виробництво — 24,1 %, освіта, охорона здоров'я та соціальна допомога — 17,4 %, мистецтво, розваги та відпочинок — 12,5 %, роздрібна торгівля — 9,8 %.